# Linn Githmark
Linn Githmark (ur. 26 września 1982 w Oslo) – praworęczna norweska curlerka, mistrzyni świata juniorów, srebrna medalistka Mistrzostw Świata 2004.
Linn jest uważana za filar drużyny norweskiej podczas mistrzostw świata juniorów, gdzie od 1997 roku grała na pozycji kapitana (poza zawodami w 1998 i 1999). Nie zajmowała jednak wysokich lokat, aż do mistrzostw w 2004, kiedy to nagle osiągnęła szczyt formy i doprowadziła swoją drużynę do złotego medalu.
Talent Linn ujawnił się w najlepszym momencie dla kobiecej reprezentacji Norwegii, która właśnie straciła Hanne Woods i pilnie potrzebowała następcy na jej miejsce. Linn Githmark zadebiutowała na Mistrzostwach Świata w 2004, gdzie zajęła miejsce Hanne Woods i zagrała na trzeciej pozycji. Jej współpraca z doświadczonym skipem – Dordi Nordby zaowocowała srebrnym medalem dla Norwegii oraz, w tym samym roku, brązowym medalem na Mistrzostwach Europy. Norweżki zajęły również trzecie miejsce na Mistrzostwach Świata 2005.
Później miejsce Linn w zespole zajęła Marianne Haslum i Marianne Rørvik, reprezentacja kraju spadła wówczas w ME do grupy B. W 2008 Githmark reprezentowała kraj na Pierwszych Mistrzostwach Świata Par Mieszanych, wraz z Tormodem Andreassenem zajęli 4. miejsce. Na arenę europejską powróciła w 2009 jako czwarta w zespole Rørvik. W kolejnych turniejach Githmark przejęła rolę kapitana, bez większych sukcesów dowodziła reprezentacją w latach 2010 i 2011. W grudniu 2011 Norweżki zajęły ostatnie miejsce ME.
| Rok  | Zawody                      | Miejsce |
| ---- | --------------------------- | ------- |
| 1997 | Mistrzostwa Świata Juniorów | 10      |
| 1998 | Mistrzostwa Świata Juniorów | 8       |
| 1999 | Mistrzostwa Świata Juniorów | 8       |
| 2000 | Mistrzostwa Świata Juniorów | 8       |
| 2001 | Mistrzostwa Świata Juniorów | 8       |
| 2002 | Mistrzostwa Świata Juniorów | 9       |
| 2003 | Mistrzostwa Świata Juniorów | 8       |
|      | Zimowa Uniwersjada          | 3       |
| 2004 | Mistrzostwa Świata Juniorów | 1       |
|      | Mistrzostwa Świata          | 2       |
|      | Mistrzostwa Europy          | 3       |
| 2005 | Mistrzostwa Świata          | 3       |
| 2009 | Mistrzostwa Europy          | 7       |
| 2010 | Mistrzostwa Świata          | 9       |
|      | Mistrzostwa Europy          | 6       |
| 2011 | Mistrzostwa Świata          | 10      |
|      | Mistrzostwa Europy          | 10      |